# 佩什比斯克
佩什比斯克（法語：Pechbusque，法語發音：[pɛʃbysk]）是法国上加龙省的一个市镇，属于图卢兹区。

## 地理
佩什比斯克（43°31'41"N, 1°27'33"E）面积3.14 平方千米，位于法国奧克西塔尼大區上加龙省，该省份为法国西南部内陆省份，西南端与西班牙接壤，自此顺时针与上比利牛斯省、热尔省、塔恩-加龙省、塔恩省、奥德省和阿列日省接壤。
与佩什比斯克接壤的市镇（或旧市镇、城区）包括：圖盧茲、欧兹维尔托洛萨讷、梅尔维拉、拉蒙維爾-聖阿涅、旧图卢兹、维古莱-欧济勒。

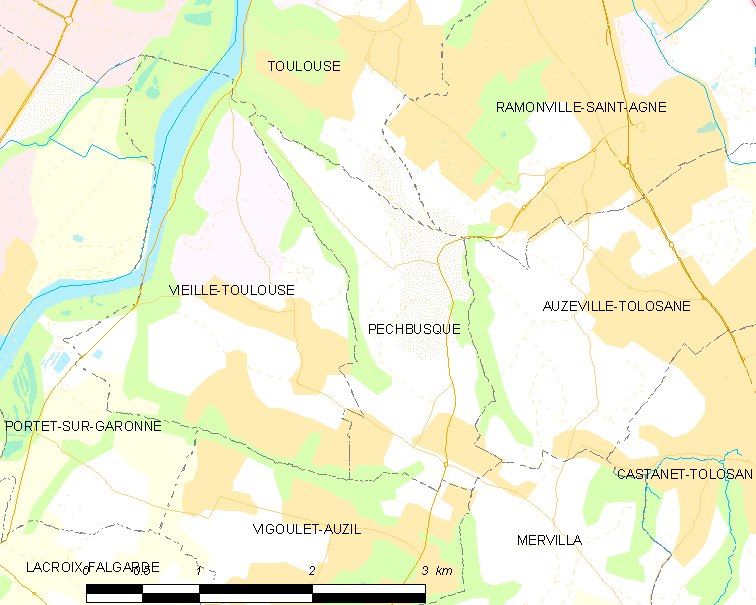
佩什比斯克的OSM定位图

佩什比斯克的时区为UTC+01:00、UTC+02:00（夏令时）。

## 行政
佩什比斯克的邮政编码为31320，INSEE市镇编码为31411。

## 政治
佩什比斯克所属的省级选区为卡斯塔内托洛桑县。

## 人口

1962-2008年间佩什比斯克人口变化图示

佩什比斯克于2022年1月1日时的人口数量为982人。